# 锦江宾馆站
锦江宾馆站位于中华人民共和国四川省成都市锦江区人民南路二段，是成都地铁1号线的地下岛式车站，于2010年9月27日启用。因临近成都市标志性建筑，落成于1958年的西南首家五星级酒店——四川锦江宾馆而得名。

## 车站结构
锦江宾馆站是一个岛式月台车站。
| 地面              | 0    | 出口A·B·C1·C2                                                                                                   |
| 地下一层          | 站厅 | 自助购票 客服中心                                                                                               |
| 地下二层          | 站台 | \| \| \| 1号线往韦家碾（天府广场） \| \| 島式 · 開左邊车门 \| \| \| \| \| \| 1号线往科学城或五根松（华西坝） \| |
|                   |      | 1号线往韦家碾（天府广场）                                                                                       |
| 島式 · 開左邊车门 |      | |
|                   |      | 1号线往科学城或五根松（华西坝）                                                                                 |

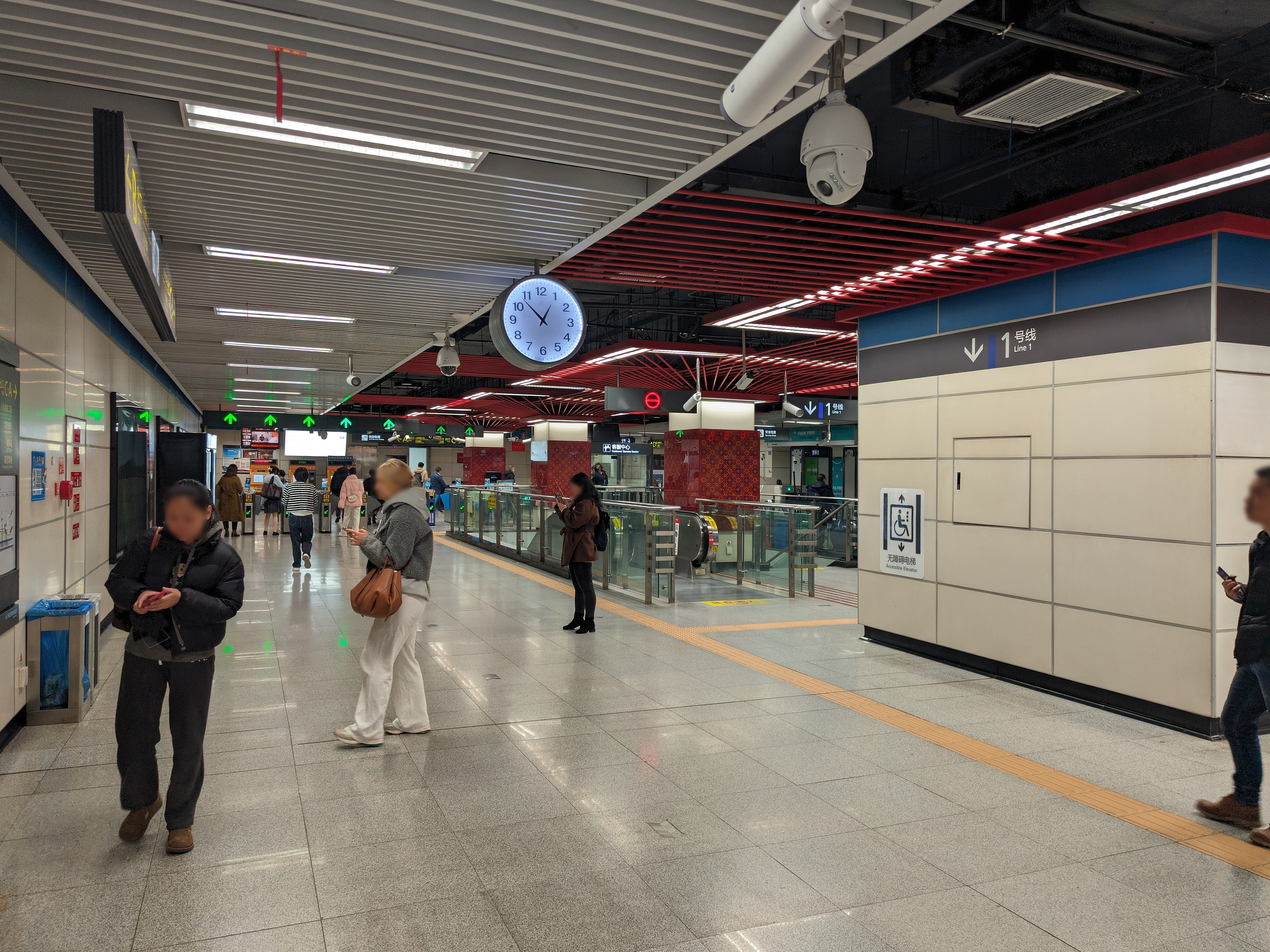
站厅层
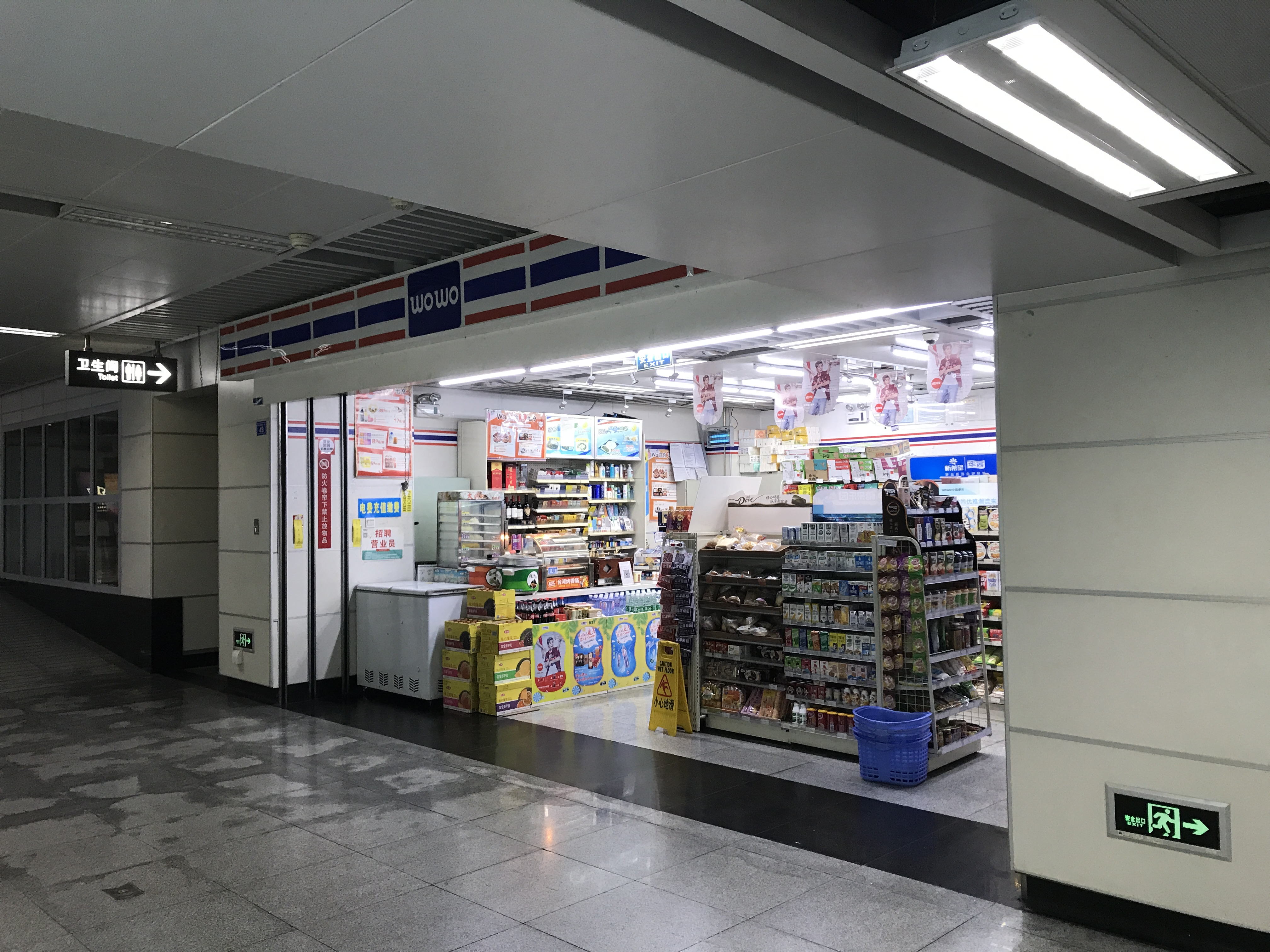
站内商店
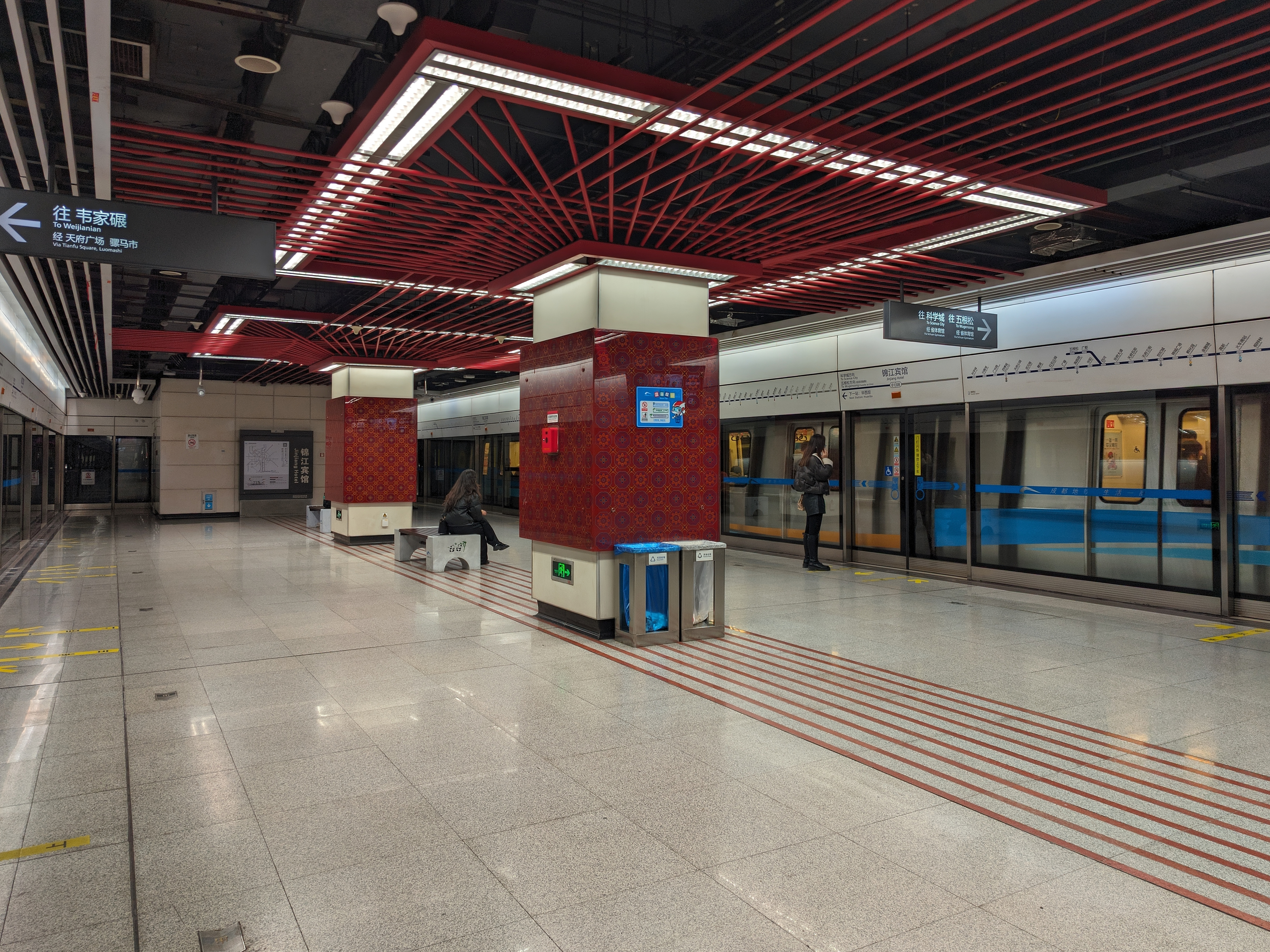
站台层

## 内装与公共艺术
本站以红色为基调色调，以蜀锦和织机为建筑装饰元素，使用线条的形式抽象地再现古代蜀锦的织造过程，雕花柱面呈现出中式风格与现代线条结合的风貌，体现中西结合的时尚。

## 出入口
本站目前开放4个出入口。
|              |              |                                                                        |      |
| 编号         | 设施         | 指示                                                                   | 照片 |
|              |              | 人民南路二段、红照壁街                                                 |      |
| 出口 · B     | 无障碍卫生间 | 人民南路二段、滨江西路、锦江宾馆                                       |      |
| 出口 · C · 1 | 轮椅升降台   | 人民南路二段、盐道街、指挥街、四川省成都市盐道街中学、成都市盐道街小学 |      |
| 出口 · C · 2 |              | 人民南路二段、指挥街、新光华街                                         |      |

## 公交换乘
8路; 16路; 35路; 45路; 61路; 78路; 82路; 99路; 118路; 343路; 904路; 机场专线1号线; 机场专线2号线等

## 历史
- 2006年11月26日，启动建设前期工作[3]；
- 2006年12月23日，开始打围[4]。
- 2010年9月27日，正式启用[1]。